# Star Trek: L'última frontera
Star Trek: L'última frontera, també coneguda com a Star Trek V: L'última frontera (títol original en anglès Star Trek V: The Final Frontier), és una pel·lícula de ciència-ficció estatunidenca del 1989 dirigida per William Shatner i basada en la sèrie de televisió Star Trek creada per Gene Roddenberry. És la cinquena entrega de la sèrie de pel·lícules de Star Trek, i té lloc poc després dels esdeveniments de Star Trek 4: Missió salvar la Terra (1986). La seva trama segueix la tripulació de l'USS Enterprise-A mentre s'enfronten al renegat vulcanià Sybok, que està buscant Déu al centre de la galàxia.
La pel·lícula va ser dirigida pel membre del repartiment William Shatner, després de dues pel·lícules dirigides pel seu coprotagonista Leonard Nimoy. Shatner va desenvolupar la història inicial, en la qual Sybok busca Déu però en canvi troba un diable; la seva inspiració principal va ser el fenomen del televangelisme i l'alt potencial de frau entre els seus practicants. Al creador de la sèrie Gene Roddenberry no li agradava el guió original, mentre que Nimoy i DeForest Kelley es van oposar a la premissa que els seus personatges, Spock i Leonard McCoy, trairien el James T. Kirk de Shatner. El guió va passar per múltiples revisions per complaure el repartiment i Paramount Pictures, incloent retalls en el clímax carregat d'efectes de la pel·lícula. Malgrat una vaga del Sindicat de Guionistes que va tallar la preproducció de la pel·lícula, Paramount va començar el rodatge l'octubre de 1988. Molts veterans de Star Trek van ajudar en la producció de la pel·lícula; El director d'art Nilo Rodis va desenvolupar els dissenys de molts dels llocs, plans i personatges de la pel·lícula, mentre que Herman Zimmerman va ser el seu dissenyador de producció. Els problemes de producció van afectar la pel·lícula al plató i durant el rodatge al Parc Nacional de Yosemite i al desert de Mojave. Com que els millors equips d'Industrial Light & Magic estaven ocupats i seria massa car, la producció va utilitzar l'empresa de Bran Ferren per als efectes de la pel·lícula, que es va haver de revisar diverses vegades per reduir els costos de producció. El final de la pel·lícula va ser reelaborat a causa de la mala reacció del públic de prova i el fracàs d'alguns efectes especials previstos. Jerry Goldsmith, compositor de Star Trek: La pel·lícula, va tornar fer la banda sonora de L'última frontera.
L'última frontera es va estrenar a Amèrica del Nord el 9 de juny de 1989. En aquell moment va tenir l'estrena més alta de qualsevol pel·lícula de Star Trek i va ser el número u en la seva primera setmana a taquilla; tanmateix, els seus ingressos van baixar ràpidament en les setmanes posteriors. La pel·lícula va rebre, en general, ressenye variades i negatives per part dels crítics en estrenar-se i, segons el seu productor, "gairebé va matar la franquícia". La següent entrada de la sèrie, Star Trek VI: The Undiscovered Country (1991), va rebre una acollida molt més positiva.

## Argument
L'acció se situa l'any 2287. La tripulació de la recentment comissionada USS Enterprise (NCC-1701-A) gaudeix d'un permís a terra després del creuer d'emergència de la nau estelar, i Kirk, Spock i McCoy acampent al Parc Nacional de Yosemite. El seu permís s'interromp quan el comandament de la Flota Estel·lar ordena a l' Enterprise de rescatar un humà, un klíngon i un romulà, tots els diplomàtics que han estat presos com a ostatges a Nimbus III, un planeta reservat com a lloc neutral per avançar el diàleg entre la Federació, l'Imperi Klingon i l'Imperi Estel·lar Romulà. L'ambiciós capità klingon Klaa, assabentat de la missió de l' "Enterprise" decideix perseguir Kirk per a la glòria personal.
A Nimbus III, la tripulació de l' Enterprise descobreix que Sybok, un vulcanià renegat, està darrere de la crisi dels ostatges, fet que fa que Spock admeti que Sybok és el seu germanastre abans no esmentat. Després que la tripulació de l'Enterprise salvi els ostatges, Sybok revela que la presa d'ostatges va ser una estratagema per atraure una nau estel·lar, que planeja utilitzar per viatjar al mític planeta Sha Ka Ree. Sybok creu que es troba darrere de la Gran Barrera, un poderós camp d'energia al centre de la galàxia, i que Déu s'hi troba allà. Per prendre el control de la nau, Sybok utilitza la seva habilitat per revelar i curar el dolor més íntim d'una persona mitjançant la fusió mental, guanyant així la lleialtat de la majoria de la tripulació. El dolor de McCoy és que havia ajudat a complir la petició del seu pare, malalt terminal, de morir, per després descobrir que una cura podria haver salvat la vida del seu pare, cosa que li ha causat anys de culpa. El dolor d'Spock és saber que el seu pare el va rebutjar en néixer per ser "massa humà", encara que no li emociona l'experiència ja que des d'aleshores havia fet les paus amb el seu pare. Kirk es nega a deixar que Sybok li tregui el dolor, al·legant que és necessari fer-lo humà. Sybok declara de mala gana una treva amb Kirk, adonant-se que necessita la seva experiència per navegar amb la nau fins a Sha Ka Ree.
L' Enterprise travessa amb èxit la Gran Barrera, sense saber que els segueix la nau de guerra del capità Klaa, un au de presa klíngon. Descobreixen un planeta àrid i solitari, i Sybok, Kirk, Spock i McCoy porten una llançadora a la superfície. Sembla deshabitat, però després que Sybok cridi, apareix un camp brillant que ràpidament es transforma a través de moltes formes que representen diverses religions abans d'instal·lar-se en la imatge d'un rostre humà amb barba, a la qual Sybok explica que han vingut per "la teva saviesa". L'entitat pregunta com van trencar la barrera, i quan se li parla de l' Enterprise, declara que farà ús de la nau per portar la seva saviesa a tots els racons de l'univers. Un Kirk escèptic pregunta: "Per què necessita Déu una nau estel·lar?", I quan l'entitat li pregunta qui és, Kirk expressa el dubte que l'ésser suprem no ho sabria ja. Irritada, l'entitat l'ataca a ell i després també a Spock, després de la qual cosa descobreixen que és un ésser poderós i maliciós que havia estat empresonat a Sha Ka Ree en un passat llunyà, i es va crear la Gran Barrera per evitar que s'escapi.
Adonant-se de la seva ingenuïtat anterior, Sybok es disculpa i intenta distreure l'entitat amb una fusió mental, permetent als altres l'oportunitat d'escapar. Kirk ordena a l' Enterprise que dispari un bombardeig de torpedes de fotons, però mentre Sybok és assassinat, l'entitat només es debilita. Spock i McCoy tornen a la nau just abans que la nau klíngon ataqui i danyi inesperadament l' Enterprise, encallant Kirk al planeta amb l'entitat debilitada i enfurismada. Just quan està a punt de ser assassinat, l'au de presa klíngon s'enfonsa i destrueix l'entitat amb una descarga de foc disruptor. Kirk és enviat a bord del vaixell klíngon on Spock està esperant inesperadament. Tal com explica Spock, va convèncer el general klíngon Korrd (un dels ostatges de Sybok que s'havia convertit en un seguidor lleial) perquè ordenés al capità Klaa que es retirés i demanés perdó per les seves accions, cosa que Klaa fa de mala gana. Després de tornar a la Terra, Kirk, Spock i McCoy reprenen el seu viatge d'acampada a Yosemite.

## Repartiment

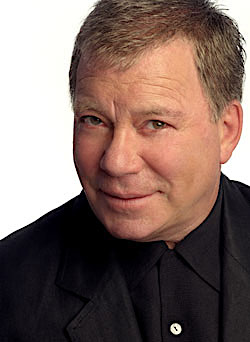
Shatner va repetir el seu paper de capità Kirk i també va exercir de director.

- William Shatner com a capità James T. Kirk. Shatner va practicar aeròbic i entrenament de força diàriament per preparar-se per al paper. L'activitat física i les tasques de direcció van fer que es despertés a les 4:00 cada dia durant el rodatge, independentment de l'hora que s'ha adormit.[4]
- Leonard Nimoy com a Spock,   meitat vulcà i meitat oficial de ciències humanes mig vulcanià, mig humà de l'Enterprise. Nimoy va assenyalar que L'última frontera va ser la pel·lícula més física de la sèrie, que reflectia la sensibilitat energètica de Shatner i el que més li agradava fer al programa: "córrer i saltar". Nimoy va recordar els intents de Shatner d'ensenyar-li a muntar a cavall, tot i que Nimoy havia muntat molts cavalls a pèl quan interpretava papers d'indi americà a les sèries de Republic Pictures.[4]
- DeForest Kelley com a Leonard McCoy, metge en cap. Kelley també va assenyalar el físic requerit per a la pel·lícula i va gaudir fent coses que feia anys que no li havien demanat. "Em va alegrar molt de veure que [Shatner] ho va portar amb un bon estil", va dir. Kelley va assenyalar que la seva pròpia ambició de dirigir l'havia abandonat després de veure les dificultats que Nimoy va enfrontar per dirigir les dues pel·lícules anteriors de Star Trek.[5]
- Laurence Luckinbill interpreta a Sybok. Sean Connery va ser contactat originalment per protagonitzar el paper, però estava ocupat amb Indiana Jones i l'última croada;[4] el mític planeta Sha Ka Ree va ser nomenat en honor seu.[6][7] Shatner va descobrir Luckinbill per casualitat; una nit, navegant pel canal, el va veure actuar com a Lyndon B. Johnson.[8] Quan Shatner va trucar per oferir-li el paper, Luckinbill va acceptar immediatament.[9]

Els altres membres de la tripulació de l'USS Enterprise-A són l'enginyer en cap Montgomery Scott (James Doohan), el pilot Hikaru Sulu (George Takei), el navegant Pavel Chekov (Walter Koenig), i l'oficial de comunicacions Nyota Uhura (Nichelle Nichols). Takei va dir que, malgrat la pressió de l'estudi per completar la pel·lícula a temps, Shatner va mantenir una atmosfera creativa i entusiasta al plató. "Tinc una enorme admiració per la seva capacitat per impedir que aquest tipus de pressió s'infiltri al plató". Takei va dir que va trobar que el repte més gran de la pel·lícula era aprendre a muntar a cavall. A més, Takei va reconèixer, "malgrat la nostra història personal de vegades tensa, vaig trobar que treballar amb Bill [Shatner] com a director era sorprenentment agradable".
El director de càsting Bill Shepard va ser l'encarregat d'omplir papers addicionals. Va repassar les audicions inicials amb actors prometedors i després va presentar les seves eleccions a Shatner. Tots dos homes van trucar als actors fins a dues o tres vegades abans de cada paper. Altres intèrprets foren Todd Bryant com el capità klingon Klaa, amb Spice Williams-Crosby com a Vixis, el tinent de Klaa. Bryant estava jugant a ping-pong en una festa a la platja quan un director de càsting li va oferir el paper. Bryant va fer la seva audició dues vegades, ja que Shatner li va demanar que repetís la seva actuació parlant en klíngon. Williams-Crosby pensava que Vixis era la xicota de Kirk quan va arribar a la seva audició, però després va recordar que era "divertit" interpretar a un vilà. David Warner, Charles Cooper, i Cynthia Gouw interpreten als ambaixadors de la Federació, dels klíngons i dels romulans a Nimbus III. Warner no va fer una audició, però va acceptar el paper després que Shatner jurés que el seu personatge sobreviuria a la pel·lícula. El director originalment va voler que George Murdock interpretés el diplomàtic klingon Korrd, però va canviar d'opinió en veure l'actuació de Cooper. Murdock va ser reformulat com l'entitat "Déu". Bill Quinn va interpretar el pare de McCoy en un dels seus últims papers.El productor Harve Bennett va fer un cameo com a almirall de la Flota Estel·lar.

## Doblatge al català
La pel·lícula va ser doblada al català quan fou emesa per TV3 el 20 de novembre del 1999. Els actors de doblatge foren:
| Personatge                | Actor/actriu        | Veu en català      |
| ------------------------- | ------------------- | ------------------ |
| James T. Kirk             | William Shatner     | Santi Lorenz       |
| Spock                     | Leonard Nimoy       | Ramon Puig         |
| Leonard McCoy             | DeForest Kelley     | Jordi Boixaderas   |
| Montgomery Scott 'Scotty' | James Doohan        | Jordi Vilaseca     |
| Nyota Uhura               | Nichelle Nichols    | Roser Cavallé      |
| Hikaru Sulu               | George Takei        | Francesc Figuerola |
| Pavel Chekov              | Walter Koenig       | Pep Ribas          |
| Sybok                     | Laurence Luckinbill | Pep Torrents       |
| General Korrd             | Charles Cooper      | Gai Soler          |
| Caithlin Dar              | Cynthia Gow         | Maria Josep Guasch |
| St. John Talbot           | David Warner        | Claudi Garcia      |
| Capità Klaa               | Todd Bryan          | Miquel Bonet       |
| J'onn                     | Rex Holman          | Ignasi Abadal      |
| Déu                       | George Murdock      | Pepe Antequera     |
| Almirall Robert Bennet    | Harve Bennet        | Fèlix Benito       |

## Producció

### Desenvolupament
Durant la sèrie de televisió Star Trek de 1966-1969, els advocats de Shatner i Nimoy van redactar el que Shatner va anomenar una clàusula de "nacions afavorides", amb el resultat que qualsevol cosa que Shatner rebés, per exemple, un augment de sou o control del guió, Nimoy també la rebria i viceversa. Nimoy havia dirigit Star Trek 3: A la recerca de Spock i Star Trek 4: Missió salvar la Terra. Shatner havia dirigit anteriorment obres de teatre i episodis de televisió; quan va signar per Missió salvar la Terra després d'una disputa salarial, a Shatner se li va prometre que podria dirigir la següent pel·lícula.
Shatner va concebre la seva idea per a la història de la pel·lícula abans de rebre oficialment la feina de director. La seva inspiració van ser els televangelistes; "Ells [els televangelistes] eren repulsius, estranyament horripilants, i, tanmateix, em vaig quedar absolutament fascinat", va recordar. Shatner estava intrigat perquè aquestes personalitats no sols convencien els altres que Déu els parlava directament, sinó que es van fer rics pel que Shatner considerava missatges falsos. Els teleevangelistes van formar la base del personatge Zar, més tard Sybok. El primer esquema de Shatner fou titulat An Act of Love, i molts dels seus elements —les vacances a Yosemite, el segrest d'ostatges klíngons, humans i romulans al planeta paradís fallit— van sobreviure fins a la pel·lícula final. En el primer esborrany de Shatner, Kirk es veu aclaparat pel nombre superior de seguidors de Zar i Spock, McCoy i la resta de la tripulació de l' Enterprise creuen en la divinitat de Zar. Kirk fingeix acceptar les creences de Zar per viatjar amb ell al planeta Déu, que, per a Shatner, seria un residu desolat i ardent. Quan Kirk s'enfronta a "Déu", la imatge de l'ésser es transforma en la de Satanàs, i Kirk, Spock i McCoy es van separar en la seva fugida. Kirk eludeix la captura, però torna per salvar els seus amics de ser enduts a l'infern.
Shatner havia presentat la seva idea al cap de l'estudi Frank Mancuso mentre filmava Missió salvar la Terra. A Mancuso li va agradar la idea de Shatner i va acceptar contractar un escriptor per redactar un tractament cinematogràfic. Shatner volia el novel·lista Eric Van Lustbader, però les negociacions entre Lustbader i Paramount van fracassar sobre el salari sol·licitat per l'autor d'1 milió de dòlars. Shatner va dictar la història ell mateix i la va donar al president de producció de Paramount, Ned Tanen, perquè l'aportés.
El productor Harve Bennett estava esgotat pel seu treball a les tres pel·lícules anteriors de Star Trek i volia seguir marxar, sentint que no formava part de la "família" de Star Trek i que havia estat maltractat per Nimoy.Quan Shatner va intentar convèncer Bennett perquè ho reconsiderés, el productor va insistir en una reunió a casa seva. Després de diverses hores de discussió, Bennett va acceptar tornar. Bennett no estava d'acord amb diversos elements de la història de Shatner, sentia que, com que ningú segurament podria respondre a la pregunta de l'existència de Déu, el final de la pel·lícula mai seria satisfactori. Bennett també va dir a Shatner que la pel·lícula tenia la sensació d'un poema tonal més que una història d'aventures. L'estudi va estar d'acord amb Bennett, raonant que el tema podria ser massa pesat o ofensiu per als espectadors del cinema.
Shatner i Bennett van començar a reelaborar la història. Preocupat perquè conèixer la motivació del renegat Sybok des del principi de la història era anticlimàtic, l'equip va traslladar la revelació a més endavant en la història. Shatner va dir que Bennett també va suggerir convertir l'entitat de Déu en un "extraterrestre malvat que fingís ser Déu pel seu propi benefici". Havent-se satisfet amb Paramount amb els ajustaments, Shatner i Bennett es van acostar a l'escriptor i director de Star Trek 2: La còlera del Khan Nicholas Meyer per escriure el guió, però no estava disponible. Bennett va trobar un guió de David Loughery i va mostrar el seu treball a Shatner, que va estar d'acord que seria un bon ajust per a la tasca de guió de Star Trek.
No tothom estava content amb la història. El creador de Star Trek, Roddenberry, es va oposar a la recerca de Déu per part dels personatges en general i, més particularment, a la idea d'un Déu tal com la representa la religió occidental. Un dels empleats de Roddenberry va suggerir que part de l'animadversió del seu empresari cap a la història es remuntava a Star Trek: La pel·lícula. Roddenberry havia volgut abordar aquella pel·lícula amb idees similars que investigaven la naturalesa de Déu, però va ser rebutjada per Paramount. Roddenberry, Nimoy i Kelley no estaven d'acord que Spock i McCoy traïssin Kirk, cosa que Loughery va explicar que es va fer per crear un conflicte en què "un home està sol" de la resta.
Loughery va deixar de treballar en el guió quan el Sindicat de Guionistes dels Estats Units va convocar la vaga, i la producció es va retardar encara més quan Nimoy va començar a treballar en un altre projecte. Durant aquest temps, Shatner va reconsiderar elements de la història de Star Trek V; va fer que el personatge de Sybok fos més suau i simpàtic. Quan va acabar la vaga de guionistes, Loughery va tornar a treballar en el guió, mentre que Shatner va volar a l'Himàlaia per buscar feina. Quan va tornar, es va sentir traït per les revisions de Loughery, que va sentir que transformaven la recerca de Déu en la recerca del mític paradís Sha Ka Ree, un joc de paraules a "Sean Connery", a qui volien per al paper de Sybok. Tot i que Shatner va convèncer Bennett i Loughery de revisar gran part del guió, Sha Ka Ree es va quedar; es va canviar a un lloc de coneixement final del qual Sybok havia rebut visions. El guió també es va reescriure per abordar les objeccions de Nimoy i Kelley.
Mentre Roddenberry, Kelley i Nimoy van donar la seva aprovació al guió revisat, a Paramount li preocupava que la pel·lícula superés el pressupost a mesura que s'havia reescrit i ordenat retallades. Els àngels i dimonis imaginats per Shatner en el clímax de la pel·lícula es van convertir en monstres de roca que el fals déu animaria des de la terra. Shatner volia sis de les criatures, però es va veure obligat a acceptar-ne només una. Preocupada perquè l'impuls de la franquícia després de "Missió salvar la Terra" hagués desaparegut Paramount va precipitar la producció de la pel·lícula a finals de 1988, malgrat que la vaga de guionistes va tallar la preproducció.

### Disseny
Nilo Rodis, que havia treballat en dues pel·lícules anteriors de Star Trek, va ser nomenat director d'art, i va treballar amb Shatner per establir el disseny visual de la pel·lícula. Shatner va buscar una sensació més dura i realista a l'univers de Star Trek, i així tots dos van treballar junts per visualitzar la pel·lícula de principi a fi. Després que Shatner expliqués tota la història en una sessió d'un dia, Rodis va anar a casa i va dibuixar cada escena del guió. Shatner estava satisfet amb els resultats, especialment amb els dissenys de Rodis per als plans més expansius o dramàtics de Shatner.
L'aportació de Rodis en el desenvolupament dels primers dissenys de personatges i vestuari va ser significativa. Shatner va elogiar els seus dissenys de vestuari per ser futuristes però plausibles i d'acord amb la continuïtat establerta en anteriors pel·lícules de Star Trek. Després de quedar decebut pels dissenys de vestuari que es van apropar per realitzar les idees de Rodis, Shatner va suggerir que Rodis també es convertís en el dissenyador de vestuari. Bennett va contractar a Dodie Shepard com a supervisor de vestuari; el paper de Shepard era supervisar la fabricació de vestuari i fer un seguiment de la roba durant el rodatge. Per estalviar despeses, Shepard va vestir els extres amb articles existents dels magatzems de Western Costume . El pressupost limitat va fer que Shatner no pogués redissenyar completament els uniformes de la Flota Estel·lar, però Rodis va crear nous uniformes de camp marrons per a les escenes de la pel·lícula, així com la roba d'oci que portava la tripulació durant les vacances a terra.
Rodis i Shatner també van elaborar esbossos de com serien els diferents extraterrestres que es veuen a la pel·lícula. Shatner va triar Kenny Myers com a maquillador d'efectes especials. Myers va discutir els esbossos amb Shatner i va fer dibuixos de les cares dels actors amb alginat. Aquests repartiments es van utilitzar per a maquillatges "A" de primer pla d'alta qualitat, així com màscares menys complicades per a personatges i fons . Shatner va contractar Richard Snell com a supervisor de maquillatge, i li va aconsellar que distingís cada front klíngon.
Shatner va contractar Herman Zimmerman com a dissenyador de producció. La seva decisió es va basar en el treball de Zimmerman als platós de Star Trek: La nova generació, i va creure que el dissenyador podia transmetre l'estètica futurista però fonamentada de Shatner. Zimmerman es va encarregar immediatament de dissenyar conjunts nous per als ponts de l' Enterprise i l'au de presa klíngon, els punts d'accés i l'ascensor i els interiors de Nimbus III. En un moment donat, estava construint cinc sets alhora. El cap del departament d'art Michael Okuda va crear controls retroil·luminats LCARS a la nau klíngon i a l' Enterprise. Els passadissos de l' Enterprise eren els mateixos que els utilitzats a la sèrie de televisió Nova generació. Només el pont va costar 250.000 dòlars. La ciutat del Paradís a Nimbus III va ser una de les últimes ubicacions que es van dissenyar i crear, perquè el seu disseny es basava en la ubicació exterior i el terreny utilitzat. Zimmerman va crear un esbós de la disposició de la ciutat durant tres dies, inspirant-se en una fortalesa circular marroquina. La creació de la ciutat va costar 500.000 dòlars i va necessitar cinc setmanes de construcció sota un calor de 38º.
Tim Downs va explorar possibles àrees per al rodatge d'exteriorss. Va buscar una ubicació que pogués substituir tres escenaris diferents sense que la producció s'hagués de moure o canviar d'hotel: l'escena inicial de la pel·lícula; els rodatges establidors del planeta Déu; i la ciutat Paradís a Nimbus III. Downs estava familiaritzat amb el desert de Mojave i va pensar que les ubicacions prop de Ridgecrest (Califòrnia) servirien a les necessitats de la producció, així que va fer fotos basant-se en esbossos que Rodis havia proporcionat de com podrien ser els llocs. Downs també va fer fotos amb filtres i va intentar aconseguir efectes de pols amb el seu cotxe per replicar les idees sobre com es gravarien algunes seqüències. Quan Downs va tornar amb les fotos, Shatner va pensar que les ubicacions que va trobar serien perfectes per a la pel·lícula.

### Rodatge

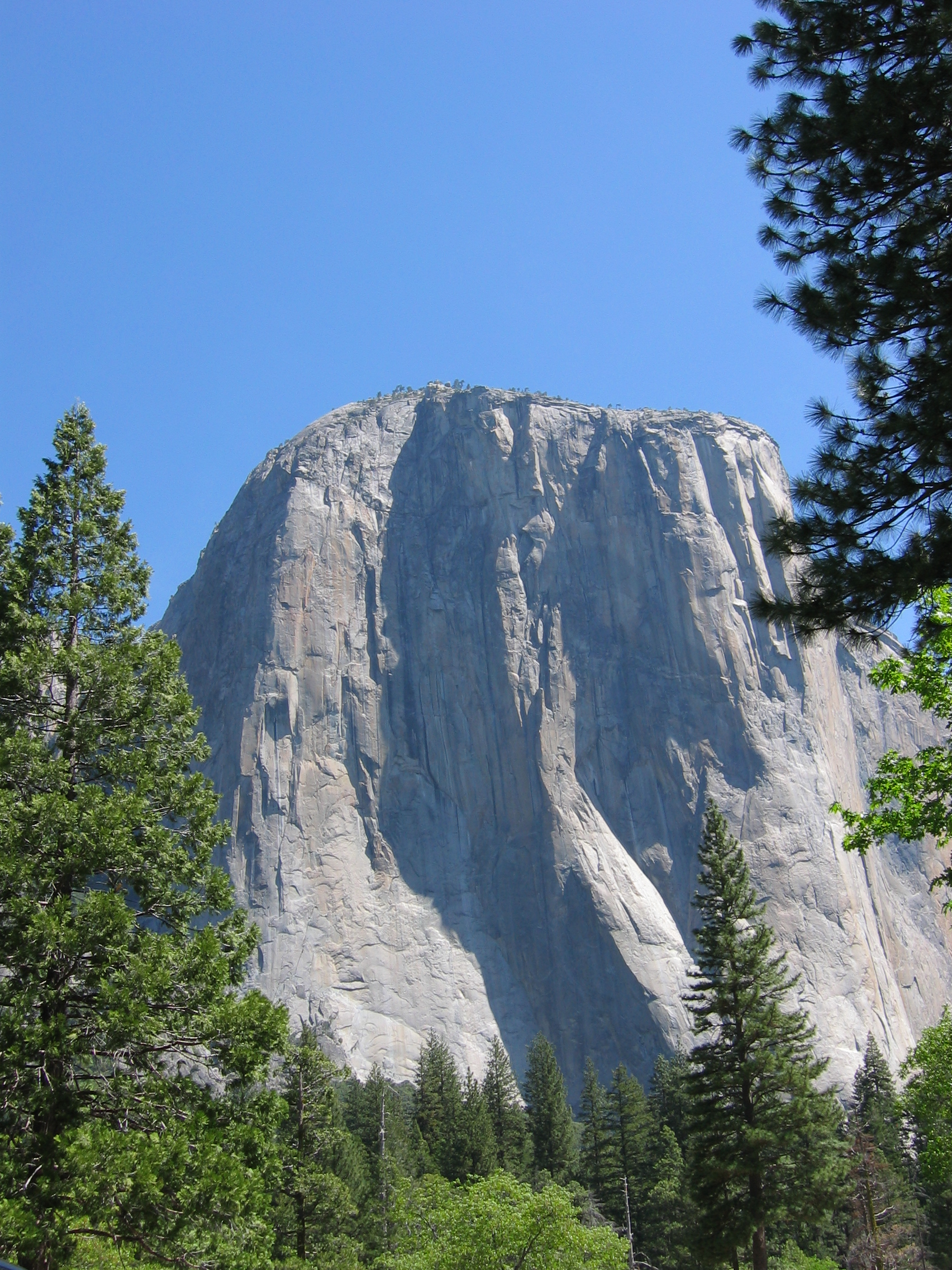
Un model de fibra de vidre a Yosemite va substituir el veritable El Capitan, a la foto aquí

La fotografia principal va començar l'octubre de 1988, a Los Angeles, Califòrnia i als voltants. Poc abans de l'inici del rodatge, el sindicat de conductors de camions o teamster de Hollywood es va posar en vaga per protestar contra les retallades salarials i els canvis en les hores extres. Amb els terminis propers, la producció va buscar conductors no sindicalitzats, conscients que els teamster podrien prendre represàlies sabotejant equips o fent volar avions per sobre del rodatge per arruïnar les gravacions d'àudio. Després que un dels camions amb càmera de la producció va explotar a l'aparcament de l'estudi, els conductors no sindicalitzats es van dirigir al Parc Nacional de Yosemite emparats per la foscor amb una escorta policial.
Totes les escenes de Yosemite de la pel·lícula es van rodar en exteriors. Els plans llargs de Kirk escalant la muntanya es van filmar amb dobles d'acrobàcia, mentre que els plans més propers de Shatner el tenien en un plató de fibra de vidre situat davant de la càmera, amb les muntanyes reals visibles al fons. Ajudat per dos entrenadors, Shatner havia passat setmanes al solar de Paramount, aprenent a escalar una rèplica de fusta. Laszlo va explorar un cim alt on la producció va crear una roca amb xarxa de seguretat. La fotografia aèria va donar la impressió que Kirk estava pujant a una gran alçada, mentre que característiques de fons antinaturals com les piscines estaven camuflades. A l'escena, Spock observa l'ascens de Kirk, levita darrere seu com una plaga donant suggeriments amb el resultat que Kirk rellisca i Spock el salva amb botes levitants. La majoria dels trets van emmarcar a Nimoy de cintura cap amunt; en aquestes escenes l'actor era recolzat per una grua que donava el "float" adequat per aconseguir l'efecte. Les imatges de pantalla blava de la caiguda de Shatner es van rodar més tard a Paramount i es van compondre, mentre que el doble Ken Bates va establir un rècord per a la caiguda més alta del descendent nord-americà en caure en picat d'El Capitan, amb una plataforma de suport de filferro, per a plans llargs. En revisar els diaris dels dos primers dies de rodatge, la producció es va adonar que un pi a l'enquadrament durant el diàleg de la muntanya de Kirk i Spock va arruïnar la il·lusió d'alçada, mentre que una foto de Shatner aferrada a la cara d'El Capitan semblava fangosa a causa dels núvol que enfosquien el sol i arruïnaven la profunditat de camp. Les escenes es van haver de tornar a rodar més tard.
Després del rodatge a Yosemite, el rodatge de localitzacions es va traslladar a llocs desèrtics. Nimbus III i la seva ciutat, Ciutat Paradís, es van recrear al Mojave. La ciutat va ser creada com una col·lecció casual de peces de naus espacials i ferralla futurista. Shatner va "esquerdejar" durant el rodatge a 43º, insultant l'electricista en cap i ignorant la sol·licitud de Laszlo de temps de configuració addicional. Quan un conductor no va aparèixer i va encallar Shatner i una tripulació d'esquelets, un guardaparc va venir al rescat i la producció va aconseguir filmar escenes dels seguidors de Sybok abans que perdessin la llum del dia. Shatner va anomenar el ritme de mig córrer resultant dels extres deshidratats "l'arrossegada de Sybok". La producció va passar tres setmanes més filmant la resta d'escenes del desert, acabant l'última escena nocturna poc abans de la sortida del sol i el viatge de tornada a Los Angeles.
A Paramount, la tripulació va filmar totes les escenes que tindrien lloc als escenaris sonors, inclosos els decorats d' Enterprise i Au de Presa, els interiors de Ciutat Paradís i la ubicació de la foguera. La producció va ser més fluida al plató i la tripulació va rodar escenes abans del previst. La tripulació va fabricar un plató substitutiu per a la ubicació del planeta Déu, on es van filmar escenes addicionals per combinar-les amb les imatges de la ubicació. L'escena de la caiguda de Kirk a El Capitán i recollit per Spock es va filmar contra un plató que replicava el sòl del bosc i es girava noranta graus.
Shatner va programar que les escenes de la foguera fossin rodades les últimes, després de la qual cosa el repartiment i l'equip van tenir una petita celebració abans d'una tradicional festa de fi de rodatge més tard. El repartiment va celebrar el final del rodatge l'última setmana de desembre de 1988, i va oferir una conferència de premsa al plató del pont de l' Enterprise el 28 de desembre. Shatner va tornar a Paramount Studios uns dies després que s'hagués acabat la fotografia principal per organitzar el programa de postproducció de la pel·lícula. Això va incloure mostrar un tall aproximat de la pel·lícula, menys els efectes especials, al personal de l'estudi. Shatner va recordar que la pel·lícula va rebre elogis i va deixar la projecció "delectant" amb la seva recepció; va resultar ser una "victòria momentània" un cop va veure els efectes especials.

### Efectes
Durant la vaga de guionistes, el productor Ralph Winter es va enfrontar al que l'escriptor Paul Mandell va anomenar una situació d'efectes "poc envejable". Industrial Light & Magic havia proporcionat els efectes de les tres pel·lícules anteriors de Star Trek, i Winter volia que treballessin a L'última frontera. No obstant això, tots els millors tècnics de la casa d'efectes estaven ocupats treballant en Indiana Jones i l'última croada i Caçafantasmes II. Amb un pressupost extens i un període curt, Winter va haver de buscar un altre lloc. Per estalviar temps i diners, va planejar crear tants efectes com pogués a l'escenari o amb trucs de càmera. Els productors van demanar imatges de prova de diverses cases d'efectes per jutjar quina era la millor capaç de crear els efectes principals de la pel·lícula, inclòs el planeta Sha Ka Ree i l'ésser diví que hi residia. La companyia d'efectes de Bran Ferren, Associates i Ferren, va ser escollida. Ferren havia treballat en pel·lícules com Altered States i Little Shop of Horrors.

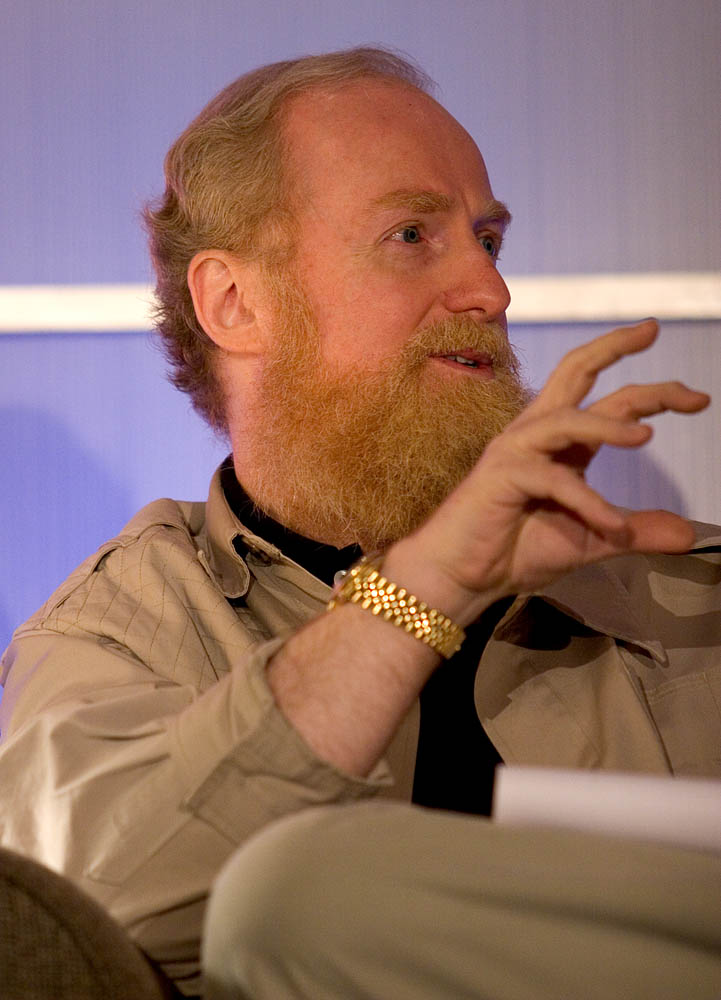
Bran Ferren va ser escollit per desenvolupar els efectes òptics de la pel·lícula després que els millors equips d'Industrial Light & Magic fossin massa cars

Associates i Ferren van tenir tres mesos per completar el treball dels efectes, al voltant de la meitat del període habitual de la indústria. Shatner va insistir a veure moltes imatges de prova abans de procedir amb cada presa, i va demanar canvis que consumien molt de temps si no li agradava un efecte. Ferren va promoure un enfocament de "baixa tecnologia" per aconseguir efectes complicats, però les seves estimacions de costos eren massa cares i interferien amb l'abast d'altres seqüències d'imatge real. Winter va recordar que la producció havia pressupostat 4 milions de dòlars més que els efectes de la pel·lícula, una mica més que Missió salvar la Terra. "La primera passada", va dir, "amb totes les coses que [Shatner] volia, va ser de [5 o 6] milions de dòlars". Combinat amb les xifres de Ferren, el pressupost de la pel·lícula va pujar fins als 33  milions de dòlars. L'estudi va convocar una reunió amb executius i va començar a retallar els efectes.
Per reduir la càrrega de treball d'efectes òptics, Ferren va rebutjar la composició de la pantalla blava, optant per la projecció posterior. Aquest procés més barat, va raonar, estalviaria temps i tindria sentit per a elements com ara el visor de pont de l' Enterprise, on la composició no tindria la suavitat d'una imatge transmesa real. La dissenyadora Lynda Weinman va utilitzar un tauler d'animació de Mac II per crear l'animació del guió il·lustrat durant la producció de la pel·lícula, que finalment van ser substituïda pels efectes acabats de la pel·lícula.
El clímax de la pel·lícula amb el monstre de roca va ser finalment abandonat a causa de les dificultats durant el rodatge. El monstre, anomenat el Rockman, era un gran vestit de goma de làtex que respirava foc a comanda. El personal d'efectes va fumar cigarrets i va bufar fum al tub del vestit, carregant-lo amb fum que expulsaria lentament, enfosquint algunes parts de goma òbvies. L'últim dia de rodatge d'exteriors, el Rockman va començar a patir problemes mecànics; el vestit va deixar de respirar foc i el vent del desert va dissipar el fum. El resultat, va escriure Shatner, va ser que "el nostre tipus amb un vestit de goma ximple, finalment, semblava ... bé, un noi amb un vestit de goma ximple". Sense temps per tornar a la ubicació, Shatner es va veure obligat a fer plans amples i esperava que l'escenari es pogués reproduir a l'estudi, però va admetre que probablement no funcionaria per a la pel·lícula.
Un cop de tornada a l'estudi per al rodatge sense localització, Shatner i Ferren es van reunir per parlar de com substituir el Rockman. La idea acordada era una "tasca amorfa de llum i energia" que s'aixecava i perseguiria a Kirk, canviant de forma mentre el perseguia. Les imatges van trigar setmanes abans que estiguessin a punt per mostrar-se després de la finalització de la fotografia principal. Quan Shatner va veure els efectes, però, va quedar extremadament decebut amb la baixa qualitat. Bennett i Shatner van intentar aconseguir diners per tornar a filmar les escenes finals de la pel·lícula, però Paramount les va rebutjar.
ILM va lliurar el model principal de l' Enterprise, que va ser construït per Magicam el 1978 per a Star Trek: La pel·lícula, a Associates i Ferren. Tanmateix, les escenes que incloïen l' Enterprise a la plataforma del port espacial, així com el mateix port espacial, es van prendre directament del treball anterior d'ILM a Star Trek IV: Missió salvar la Terra. El model Enterprise s'havia fet malbé quan es va cedir en préstec per a turisme, és a dir, els 30.000 panells del model s'havien de pintar a mà. Mentre s'acabava la producció, Ferren va continuar treballant en les miniatures i altres efectes òptics al seu estudi de Nova Jersey. Les òptiques es van completar a Manhattan abans d'enviar-se a l'oest; per exemple, les imatges de pantalla blava de les miniatures controlades pel moviment es van filmar a Hoboken, Nova Jersey. A Nova York, la pantalla blava va ser substituïda per un camp estel·lar en moviment: una única fotografia acabada d'una nau movent-se per l'espai requeria fins a cinquanta peces de pel·lícula. Els efectes de la Gran Barrera es van crear utilitzant productes químics, que es van deixar caure en un gran dipòsit d'aigua per crear remolins i altres reaccions. La "columna Déu", en la qual apareixia el fals déu, va ser creada per un cilindre que girava ràpidament a través del qual brillava la llum; el resultat va aparèixer a la pel·lícula com una columna de llum. Ferren va utilitzar un divisor de feix per projectar el cap de l'actor George Murdock al cilindre, donant l'aparença que el fals déu residia dins de la columna.

### Muntatge
Dies després de finalitzar el rodatge, Shatner va tornar a Paramount per supervisar l'edició de la pel·lícula, la creació del paisatge sonor i la partitura, i la integració dels efectes òptics. L'editor Peter E. Berger ja havia muntat esborranys de diverses seqüències, i amb només unes setmanes abans de la finalització programada de la pel·lícula, l'equip de producció es va dedicar a la tasca de salvar el final de la pel·lícula mitjançant l'edició. El temps de pantalla del déu fals es va reduir i l'efecte "god blob" de Ferren es va substituir per un primer pla de la cara de l'actor, juntament amb trets de llamps i fum. En aquell moment, Shatner va pensar que els muntatges "treien un conill del barret", solucionant molts dels problemes de la pel·lícula.
El tall de Shatner va durar una mica més de dues hores (sense incloure els crèdits finals ni l'òptica), que Paramount va pensar que era massa llarg. El seu objectiu d'execució era d'una hora i quaranta-cinc minuts, cosa que garantiria projeccions cinematogràfiques dues vegades a la nit. Bennett va rebre la tasca d'escurçar el temps d'execució de la pel·lícula, malgrat l'opinió de Shatner que no es podia eliminar res. Shatner es va horroritzar per l'edició de Bennett, i els dos van regatejar sobre quines parts calia restaurar o tallar.
En les primeres projeccions de proves, la pel·lícula va rebre crítiques negatives. De la primera audiència de prova, només una petita part va considerar la pel·lícula "excel·lent", una puntuació que la majoria de les altres pel·lícules de Star Trek havien gaudit. Segments de la pel·lícula es van reeditar per a l'estrena a les sales. Es van eliminar cinc minuts de metratge per millorar el ritme de la pel·lícula i es va incloure una escena addicional a l'Au de Presa per il·lustrar les circumstàncies del rescat de Kirk. La segona projecció, amb els efectes finals i el so al seu lloc, va rebre crítiques molt millors.

## Àudio

### Música
El crític musical Jeff Bond va escriure que Shatner va prendre "almenys dues decisions sàvies" en fer L'última frontera; més enllà d'escollir Luckinbill com Sybok, va contractar Jerry Goldsmith per compondre la partitura de la pel·lícula. Goldsmith havia escrit la partitura nominada a l'Oscar per Star Trek: La pel·lícula, i la nova pel·lícula Trek va ser una oportunitat per crear música amb un nivell similar d'ambició alhora que afegia acció i caràcter, dos elements que en gran part falten a La pel·lícula. Goldsmith no va voler accentuar la comèdia de la pel·lícula amb la música, sentint que "[portaria] el drama fins al punt de la ximpleria". Es va centrar en el planeta Déu com la seva tasca més difícil.
El tema principal de Goldsmith comença amb les notes d'obertura tradicionals del tema original de la sèrie de televisió d'Alexander Courage; una corda ascendent i un pont electrònic condueixen a una interpretació de la marxa de La pel·lícula. Segons Jeff Bond, l'ús de la marxa de La pel·lícula per part de Goldsmith va provocar certa confusió entre els fans de Star Trek: La nova generació, ja que no estaven familiaritzats amb els orígens de la música. Un altre tema de La pel·lícula que tornarà a aparèixer és el tema klíngon de l'escena inicial de la pel·lícula de 1979. Aquí, el tema es tracta en el que Bond va anomenar un "estil semblant a Prokofiev en oposició al contrapunt d'avantguarda", tal com es veu a La pel·lícula. Goldsmith també va afegir una banya de moltó que plora.
L'amplitud de les ubicacions de L'última frontera va portar a Goldsmith a evitar l'enfocament bitemàtic de La pel·lícula en favor dels leitmotivs, la música recurrent utilitzada per a ubicacions i personatges. Sybok s'introdueix amb un motiu sintetitzat a l'escena inicial de la pel·lícula, mentre que quan Kirk i Spock parlen d'ell en el camí cap a Nimbus III es presenta d'una manera més misteriosa. El motiu també apareix al senyal d'acció quan Kirk i companyia aterren a Nimbus III i intenten alliberar els ostatges. Quan Sybok puja a l' Enterprise, un nou motiu de quatre notes interpretat per metall baix destaca l'obsessió del personatge. El tema de Sybok a partir d'aleshores s'utilitza en un sentit benèvol o en una interpretació fosca i més percussiva. En arribar a Sha Ka Ree, el tema de cinc notes del planeta s'assembla al tema de l'unicorn de Goldsmith de Legend; "les dues melodies representen idees molt semblants: la innocència perduda i la tràgica impossibilitat de recuperar el paradís", escriu Bond. La música inclou violoncels que transmeten una qualitat piadosa, mentre que l'aparició de "Déu" comença amb glissandos de corda, però es converteix en una interpretació fosca del tema de Sybok a mesura que s'exposa la seva veritable naturalesa. A mesura que la criatura ataca Kirk, Spock i McCoy, el tema de Sybok més agressiu agafa un ritme d'atac. Quan Spock demana ajuda als klíngons, el tema adquireix un caràcter sensible abans de tornar a una poderosa seqüència mentre la nau destrueix la criatura-déu.
La banda sonora original de la pel·lícula va ser publicada originalment per Epic Records, i incloïa nou pistes  (la majoria fora de l'ordre de la pel·lícula) i la cançó "The Moon Is a Window to Heaven" de Hiroshima. El dimarts 30 de novembre de 2010, La-La Land Records va reeditar la banda sonora en una edició de dos CD amb la partitura completa de la pel·lícula al primer disc i l'àlbum de la banda sonora original i algunes pistes alternatives al segon disc.

### Efectes de so
Mark Mangini va treballar com a dissenyador de so de L'última frontera; abans havia treballat a Missió salvar la Terra. Com que a Mangini li preocupava crear continuïtat dins dels sons de Star Trek, va decidir reutilitzar alguns efectes en lloc de crear-ne de nous i amb diferents sons, com a tal, l'efecte de capa de l'au de presa, els sons radiants i els motors de l' Enterprise sonen similars al de les pel·lícules anteriors. Mangini va col·laborar amb Shatner per esbrinar com sonarian els efectes completament nous. Per la fusió mental de Sybok, Shatner volia els sons del batec del cor i la respiració.
Mangini també va ser responsable del foley i la reemplaçament del diàleg; Els editors foley van crear àudio de fons sincronitzat amb les accions a la pantalla per enriquir el paisatge sonor. El so dels klingons caminant, per exemple, es transmetia amb cadenes i cuir per a un so "aspre".

## Temes
L'última frontera va aparèixer enmig de diverses altres pel·lícules que lluitaven amb la recerca de Déu i el significat espiritual; l'autor Peter Hansenberg va considerar la pel·lícula com a part d'una tendència "gairebé de moda" de les pel·lícules de ciència-ficció dels anys vuitanta amb motius religiosos. El professor de Regent's Park College i ministre baptista Larry Kreitzer argumenta que la pel·lícula va ser "construïda deliberadament" per plantejar els problemes de Déu i el concepte bíblic del paradís, Edèn.El professor del Dixie State College Ace Pilkington va anar més enllà, dient que després de les "preocupacions teològiques" de la sèrie de televisió i de les pel·lícules anteriors, "on més pot anar l' "Enterprise"... sinó a la recerca de Déu?" assenyala que L'última frontera té arrels en moltes trames de la sèrie, com ara "Camí de l'Edèn" (que també tracta sobre un home brillant que segresta l' "Enterprise" per trobar el lloc de creació), "La poma", i "Permís a terra"; un fil comú entre els paradisos descrits és que sempre són "massa bons per ser veritables". John S. Schultes n'està d'acord, assenyalant que la idea del paradís s'ha vist moltes vegades a la sèrie, però gairebé sempre il·lusòria o atenuada.
Tot i que molts episodis de Star Trek tractaven de falses deïtats, L'última frontera és un dels pocs que, en paraules de l'erudit religiós Ross Shepard Kraemer, "va confrontar i explorar intencionadament qüestions teològiques, inclosa l'existència de Déu". El teòleg Larry Kreitzer la va batejar com la pel·lícula més preocupada per les idees religioses. Segons la pel·lícula, segles en el futur, les creences en l'Edèn persisteixen, fins i tot entre altres races alienígenes com els klingons i els romulans. A més, la visió de Déu està homogeneïtzada: ningú discuteix les referències de Sybok a Déu com a "ell". Kreitzer troba que les paraules de Kirk ofereixen la interpretació teològica de la pel·lícula: "Potser Ell [Déu] no és allà fora, Bones. Potser és aquí mateix, al cor humà."

## Llançament
S'esperava que L'última frontera fos una de les pel·lícules més grans de l'estiu i un èxit segur,, malgrat aparèixer en un mercat ple d'altres seqüeles i èxits de taquilla com ara Indiana Jones i l'última croada, Caçafantasmes II i Batman. Mai abans s'havien publicat tantes seqüeles al mateix temps. Els analistes esperaven que L'última frontera guanyés prop de 200 milions de dòlars.
El màrqueting incloïa un joc d'ordinador MS-DOS Star Trek V: The Final Frontier, part d'una tendència creixent de vincles de jocs amb pel·lícules. J. M. Dillard va escriure la novel·lització de la pel·lícula que va estar a la llista de més venuts de The New York Times durant quatre setmanes. Paramount va vendre roba de la marca Star Trek a través de catàlegs, i Kraft va fer un dispensador de núvols de la marca Star Trek. Tot i que Star Trek tenia un mercat de fans integrat, els vincles de màrqueting eren arriscats en aquell moment i fins i tot les pel·lícules de gran recaptació no podien garantir l'èxit de la mercaderia relacionada. A diferència d'altres èxits de taquilla d'estiu, Star Trek no va tenir cap atractiu per al mercat de masses ni promocions importants d'aliments o begudes, però venia pins i cartells als cinemes, sense passar pels minoristes; altres mercaderies incloïen agulles i una estàtua d'estany de l' Enterprise, dissenyada per atreure al grup relativament petit però lleial de col·leccionistes de Star Trek. Paramount va llançar cartells teaser per a Star Trek V que representen un seient de cinema a l'espai exterior amb el lema "Per què estan posant els cinturons de seguretat als cinemes aquest estiu?".
En el seu primer cap de setmana, L'última frontera va ser la número u de la taquilla dels Estats Units. La seva obertura de 17,4 milions de dòlars en 2.202 pantalles va superar el total de 16,8 milions de dòlars de Missió salvar la Terra i el va convertir en el millor cap de setmana d'obertura de Star Trek fins a aquest moment i el cap de setmana no festiu d'obertura més gran brut de Paramount.  Missió salvar la Terra, però, només s'havia presentat en 1.349 sales alhora amb preus d'entrades més baixos. En la seva segona setmana L'última frontera va caure un 58% i va guanyar 7,1 milions de dòlars; en la seva tercera setmana va recaptar només 3,7 milions de dòlars. Va tenir un ampli llançament de deu setmanes, més curt que el de qualsevol pel·lícula de Star Trek.
L'última frontera va recaptar 49.566.330 dòlars als Estats Units i al Canadà i un total global de 63 milions de dòlars. La temporada va resultar ser un altre rècord per a la indústria cinematogràfica, amb ingressos de taquilla d'estiu nacionals de 2,05 mil milions de dòlars. L'última frontera va ser la desena pel·lícula més taquillera de la temporada, tot i que no va aconseguir la recaptació esperada. Aquesta i El cadillac rosa van ser les decepcions més grans de taquilla de principis d'estiu.

## Recepció
L'última frontera va rebre crítiques generalment negatives de la crítica. Rob Lowing de The Sun Herald va qualificar la pel·lícula de "simpàtica però mitjana". Roger Ebert del Chicago Sun-Times i Rita Kempley de The Washington Post van fer una crítica molt negativa de la pel·lícula, anomenant-la "un embolic" i "un desastre", respectivament. Caryn James de The New York Times va considerar que la pel·lícula va ser decebedora tant per als fans com per als no fans, mentre que Chris Hicks de la Deseret News no n'estava d'acord, sentint que la pel·lícula abordava els temes en la mateixa línia que la sèrie de televisió i que els fans la gaudirien. Ansen i Lowing van considerar feble la direcció de Shatner durant les seqüències d'acció, i Lowing va afegir que la segona meitat de la pel·lícula semblava sense direcció. Hicks va escriure que l'humor ampli de la pel·lícula li va donar un to inconsistent. En canvi, Chris Dafoe de The Globe and Mail de Toronto la va anomenar "l'entrada més intencionadament divertida" de la sèrie. David Sterritt de The Christian Science Monitor va afirmar que, en el seu millor moment, L'última frontera mostrava "l'humor que impulsava Missió salvar la Terra, i Lowing va considerar que la direcció de Shatner millorava durant els moments còmics.
Crítics com David Ansen de Newsweek van jutjar satisfactòriament les actuacions dels personatges principals; "Aquests veterans es coneixen tan bé els moviments dels altres que han trobat una taquigrafía còmica nítida que treu més rialles de les línies del que es mereixen", va escriure Ansen. Stan James de The Advertiser va escriure que Warner es va perdre en el seu paper i que la majoria dels personatges no tenien cap "empenta ni motivació". En comparació, el Sybok de Luckinbill va rebre elogis de crítics com Mike Clark de USA Today, qui va escriure que "té la veu i l'alçada dels més brillants vilans intel·lectuals de la pantalla daurada", tot i que mai va semblar amenaçador o generador de suspens. James considerava a Sybok el "vilà més distintiu i convincent" de la sèrie des de Star Trek II: La còlera del Khan.
Els efectes especials es consideraven generalment pobres. Murphy va escriure que la pel·lícula es va ensorrar després de l'arribada a Sha Ka Ree, on "no es veuen enlloc els grans efectes especials que van adornar les parts I fins a IV". La ressenya d'Ebert va coincidir dient que les imatges van aconseguir inspirar admiració molt breument abans de dissoldre's en "un espectacle d'efectes especials anticlimàtic amb un toc de El mag d'Oz espatllat en bona part". Kempley va escriure que l'objectiu de l' Enterprise' era "passar per un remolí impenetrable (Ha!) del que sembla ser Windex còsmic, més enllà del qual hi ha el planeta Shockara [sic], la llar de Déu, o potser Califòrnia rodada a través d'un filtre porpra".
Bennett va culpar part del fracàs de L'última frontera al canvi d'una obertura tradicional de la temporada d'Acció de Gràcies Star Trek al període de llançament d'un estiu farcit de seqüeles i la difusió de l'audiència de fans de Star Trek després de l'estrena de La nova generació. Winter va pensar que haurien d'haver reconegut que l'argument de la pel·lícula recordava massa a al V'ger de Star Trek: La pel·lícula i que la recerca de Déu va ser un error; tot i que sentia que moltes parts de la pel·lícula eren bones, es van "fumar [els seus] propis comunicats de premsa" i gairebé van matar la franquícia. Inicialment, Shatner creia que la pel·lícula tindria una resposta positiva. Al matí després de la nit d'estrena, va despertar en Nimoy per dir-li que Los Angeles Times havia donat a L'última frontera una crítica positiva. Poc després, un periodista de la televisió local també va fer una bona crítica a la pel·lícula i Shatner va recordar que "va començar a sentir una tendència [positiva] de manera incorrecta". Més tard va acceptar que la pel·lícula gairebé acabava la sèrie de pel·lícules i mirant retrospectivament la pel·lícula la va qualificar d'un "intent fracassat però gloriós" d'una pel·lícula que en una pel·lícula que fa pensar que no es va reunir. El creador de Star Trek, Roddenberry, considerava que els elements d'aquesta pel·lícula eren "en el millor dels casos apòcrifs", i no li agradava especialment la idea que Sarek hagués tingut un fill (Sybok) amb una vulcana abans que Amanda. No obstant això, la pel·lícula es considera cànon. Fins i tot George Takei s'esperava que la pel·lícula fos una decepció perquè "el guió semblava més aviat un confusió ... com si tres històries interessants per separat foren segellar a la força en una sola" que "va fer dues hores confuses i, finalment, pesades".
Considerada un fracàs crític i comercial, el mal rendiment de L'última frontera va posar en perill la producció de més pel·lícules de Star Trek. A Bennett se li va donar el vistiplau per començar a treballar en el seu propi concepte de precuela que hauria seleccionat nous actors per interpretar el repartiment principal de l'Acadèmia de la Flota Estel·lar. Loughery va treballar amb Bennett en una història inspirada en Camí de Santa Fel.  Quan el president de Paramount Ned Tanen va dimitir, el suport a la idea de la precuela de Bennett es va evaporar. En canvi, Paramount volia una altra pel·lícula amb el repartiment original i Bennett va decidir deixar la franquícia. Winter es va quedar amb la producció i el director de La còlera de Khan Nicholas Meyer va tornar per dirigir Star Trek VI: The Undiscovered Country, l'última pel·lícula protagonitzada per tot el repartiment original.
Als 10ns Premis Golden Raspberry, L'última frontera va ser nominada a sis premis Razzie (Pitjor pel·lícula, pitjor director, pitjor actor per Shatner, pitjor actor secundari per Kelley, pitjor guió i pitjor pel·lícula de la dècada), guanyant tres (pel·lícula, director i actor).
A l'agregador de ressenyes Rotten Tomatoes, la pel·lícula té una puntuació d'aprovació del 23% basada en 53 ressenyes, amb una valoració mitjana de 3,90/10. El consens dels crítics del lloc diu: "Plena de seqüències d'acció avorrides i una història poc desenvolupada, aquesta cinquena pel·lícula de Trek és probablement la pitjor de la sèrie". A Metacritic, té una mitjana ponderada de 43 sobre 100 basada en 16 ressenyes, que indica "crítiques mixtes o mitjanes". El públic enquestat per CinemaScore va donar a la pel·lícula una qualificació "A−" en una escala d'A a F.

## Mitjans domèstics
La pel·lícula es va estrenar a VHS, pan-and-scan LaserDisc i Betamax el 21 de desembre de 1989. El vídeo va estar entre els videocassettes més venuts durant setmanes després del seu llançament, i va gaudir d'un ressorgiment de popularitat durant els mesos que van conduir a l'estrena de la seva seqüela; va ser el títol més venut de Paramount el tercer trimestre de 1991. Una versió LaserDisc de la pel·lícula va ser llançada per Pioneer LDCA; L'última frontera va ser el 21è títol més venut per a la plataforma l'any 1990.
La pel·lícula es va estrenar en DVD-Video el 20 d'abril de 1999, com una edició senzilla sense extres addicionals. El 14 d'octubre de 2003 es va tornar a estrenar en DVD com a edició especial de col·leccionista de 2 discs, amb extres afegits, incloses imatges de la conferència de premsa principal de la fotografia, una entrevista amb Shatner el dia abans de començar el rodatge, un documental retrospectiu i una pista de comentaris de Shatner i la seva filla Liz.
Paramount va llançar L'última frontera en Blu-ray Disc el maig de 2009 coincidint amb el llançament de Star Trek de  J. J. Abrams, juntament amb les altres cinc pel·lícules amb la tripulació original, empaquetades com a Star Trek: Original Motion Picture Collection. L'última frontera va ser remasteritzada en 1080p alta definició del master d'alta definició de 2000 preparat per al DVD. Les sis pel·lícules del conjunt tenen el (aleshores) nou àudio Dolby TrueHD 7.1. El disc inclou una nova pista de comentaris d'autors i col·laboradors reconeguts de Star Trek com Michael i Denise Okuda, Judith i Garfield Reeves-Stevens, i Daren Dochterman, així com la pista de comentaris prèviament gravada de Shatner i la seva filla. Shatner volia produir una versió del director de la pel·lícula similar al de Star Trek: La pel·lícula i Star Trek II: La còlera del Khan—Versió del director amb efectes especials millorats i escenes omeses de l'estrena original; tanmateix, va declarar en una entrevista que Paramount no en donaria suport.